# Partido Socialista (Inglaterra y Gales)
El Partido Socialista (en inglés, Socialist Party) es un partido político trotskista en Inglaterra y Gales. En 2010 impulsó el Trade Unionist and Socialist Coalition (TUSC), junto al Partido Comunista Británico, el Partido Socialista de los Trabajadores y Socialist Resistance, entre otros partidos, organizaciones y sindicatos.

## Historia
Fue fundado en 1991 después de la decisión del grupo Militant de abandonar el entrismo en el Partido Laborista. La decisión dio lugar a una escisión liderada por Ted Grant, uno de los miembros fundadores del grupo.
- Datos: Q367894
- Multimedia: Socialist Party (England and Wales) / Q367894